# John Sharp (archevêque)
John Sharp (16 février 1643, Bradford – 2 février 1714, Bath) est un ecclésiastique anglican, archevêque d'York de 1691 à sa mort.
Il est le grand-père du chirurgien William Sharp et de l'abolitionniste Granville Sharp, et l'arrière-arrière-grand-père de l'homme politique américain Solomon P. Sharp.